# Wilson Kipketer
Wilson Kipketer (Kapchemoyiwo, Kenia, 12 de diciembre de 1970). Atleta que compitió representando a Kenia y posteriormente después de obtener la nacionalidad danesa compitió por Dinamarca. Era especialista en los 800 metros y fue tres veces campeón mundial al aire libre. Actualmente ya está retirado del atletismo de élite.

## Biografía
En 1990 viajó a Dinamarca en un intercambio de estudiantes, y se quedó a vivir allí, donde estudió ingeniería electrónica en la Universidad de Copenhague. Le gustó tanto este país que se quedó en él, y en 1994 obtuvo la nacionalidad danesa.
Precisamente ese año se dio a conocer internacionalmente, cuando logró en Oslo la segunda mejor marca mundial del año con 1:43,29 sólo superada por el keniano Benson Koech (1:43,17)
En los Mundiales al aire libre de 1995 en Gotemburgo ganó la medalla de oro representando ya a Dinamarca. Además ese año fue líder del escalafón mundial con 1:42,87
Era el gran favorito para ganar el oro en los Juegos Olímpicos de Atlanta 1996, pero no pudo participar debido a un problema burocrático, ya que la normativa del Comité Olímpico Internacional (más dura que la de la IAAF) exige un periodo mínimo de tres años con la nueva nacionalidad antes de poder competir con ese país en unos Juegos, salvo que haya conformidad del país de origen. 
Su ausencia de los Juegos no le impidió seguir demostrando que era el mejor especialista del mundo. Ese año no perdió ninguna carrera, y el 1 de septiembre hizo en Rieti una marca de 1:41,83 que era la segunda marca mundial de todos los tiempos y a solo 10 centésimas de la plusmarca mundial de Sebastian Coe, que databa de 1981.
1997 sería su mejor año. En los Mundiales de pista cubierta de París logró batir por dos veces la plusmarca mundial de pista cubierta, primero en las eliminatorias (1:43,96) y dos días después en la final (1:42,67) La plusmarca anterior estaba en poder del keniano Paul Ereng desde 1989. 
Al iniciarse la temporada de verano pocos dudaban que la plusmarca mundial de Sebastian Coe al aire libre tenía los días contados. El 7 de julio en Estocolmo igualó esta marca con 1:41,73 El gran momento llegó el 13 de agosto en la reunión atlética Weltklasse de Zúrich, donde detuvo el crono en 1:41,24 acabando con la plusmarca mundial más antigua que quedaba en el atletismo. 
Por si fuera poco, once días más tarde volvió a rebajar la plusmarca en Colonia, dejándolo en 1:41,11. Esta plusmarca ha sido batida por David Rudisha en Berlín en el año 2010.
En los Mundiales al aire libre de Atenas de ese mismo año logró revalidar su título mundial dominando la carrera de principio a fin, con una marca de 1:43,38
En 1998 las cosas no fueron igual de bien para Kipketer, que contrajo malaria y vio alterada su preparación. Participó en los Campeonatos de Europa al aire libre de Budapest, pero en la última recta cuando luchaba por una medalla sufrió un tropezón y acabó último de la final. 
En 1999 fue derrotado por el sudafricano Johan Botha en la final de los Mundiales de pista cubierta de Maebashi por solo dos centésimas, teniendo que conformarse con la plata. Sin embargo en el verano volvió a ser el mejor, liderando el escalafón mundial con 1:42,27 y logrando en Sevilla su tercer título de campeón mundial al aire libre, algo que nadie había logrado en esta prueba.
Tras la plusmarca del mundo y los tres títulos mundiales, solamente le faltaba un oro en los Juegos Olímpicos para redondear su palmarés. Aunque su estado de forma ya no era el de 1997, seguía siendo el gran favorito para ganar en los Juegos de Sídney 2000. 
Sin embargo en la final se vio sorprendido por el alemán Nils Schumann, campeón europeo dos años antes y que en una carrera muy lenta se hizo con el oro en 1:45,14 que era la peor marca en una final olímpica desde 1980. Kipketer se tuvo que conformar con la medalla de plata.
Problemas con las lesiones le hicieron perderse la temporada de 2001, incluidos los Mundiales al aire libre de Edmonton.
En 2002 logró su primer y único título de campeón de Europa al aire libre en Múnich, derrotando tanto al campeón olímpico en Sídney Nils Schumann, como al campeón mundial en Edmonton 2001, el suizo André Bucher. Ese año lideró el escalafón mundial por quinta y última vez en su carrera deportiva con 1:42,32 hechos en Rieti.
Luego se vio afectado por varias lesiones y sus resultados fueron ya más discretos. En 2003 fue 2.º en los Mundiales de pista cubierta de Birmingham tras el estadounidense David Krummenacker, y solo 4º en los Mundiales al aire libre de Mundiales París.
En 2004 iba a tener su última oportunidad de lograr un título olímpico, en los Juegos de Atenas. Sin embargo ya no era considerado el favorito, y finalmente se tuvo que conformar con la medalla de bronce, por detrás del ruso Yuri Borzakovski, medalla de oro, y del sudafricano Mbulaeni Mulaudzi, medalla de plata.
En agosto de 2005 anunció en Mónaco su retirada definitiva del atletismo, a los 34 años. En su despedida declaró:
"Mi única ambición tras ganar la medalla de plata en Sídney, era conseguir una de oro, que era lo que me faltaba (...) Tras el bronce en Atenas tenía que ser realista y reconocer que no podría alcanzar mi objetivo, que mi hora no iba a llegar y que no podría continuar hasta Pekín 2008"
Está casado con una danesa llamada Pernille desde el año 2000.
Tiene la plusmarca mundial de los 1000 metros en pista cubierta con 2:14,96 que hizo en Birmingham en 2000. 
El 17 de agosto de 2005 anuncia su retirada del atletismo.

## Resultados
| Competición                                 | Puesto       |
| ------------------------------------------- | ------------ |
| Mundiales de Gotemburgo 1995                | 1º (1:45,08) |
| Mundiales pista cubierta de París 1997      | 1º (1:42,67) |
| Mundiales de Atenas 1997                    | 1º (1:43,38) |
| Europeos de Budapest 1998                   | 8º (1:50,13) |
| Mundiales pista cubierta de Maebashi 1999   | 2º (1:45,49) |
| Mundiales de Sevilla 1999                   | 1º (1:43,30) |
| Juegos Olímpicos de Sídney 2000             | 2º (1:45,14) |
| Europeos de Múnich 2002                     | 1º (1:47,25) |
| Mundiales pista cubierta de Birmingham 2003 | 2º (1:45,87) |
| Mundiales de París 2003                     | 4º (1:45,23) |
| Juegos Olímpicos de Atenas 2004             | 3º (1:44,65) |

## Plusmarcas del Mundo
- 800 m al aire libre

- 1:41,73* (Estocolmo, 07 Jul 1997)
- 1:41,24 (Zúrich, 13 Ago 1997)
- 1:41,11 (Colonia, 24 Ago 1997)

(*) marca igualada 
- 800 m en pista cubierta

- 1:43,96 (París, 07 Mar 1997)
- 1:42,67 (París, 09 Mar 1997)

- 1.000 m en pista cubierta

- 2:15,25 (Stuttgart, 06 Feb 2000)
- 2:14,96 (Birmingham, 20 Feb 2000)